# آلساندرو موری نونس
آلساندرو موری نونس (به پرتغالی: Alessandro Mori Nunes) مدافع اهل برزیل است که در شهر Assis Chateaubriand و در تاریخ ۱۰ ژانویهٔ ۱۹۷۹ به دنیا آمده‌است.
آلساندرو موری نونس در تیم‌های فوتبال فلامینگو سابقهٔ حضور دارد.